# Glenn Barber
Glenn Barber (* 2. Februar 1935 in Hollis, Oklahoma als Martin Glenn Baker; † 28. März 2008 in Gallatin, Tennessee) war ein US-amerikanischer Country- und Rockabilly-Musiker, der seine Karriere in den frühen 1950er Jahren startete und in den 1970er-Jahren einige Hits hatte.

## Leben

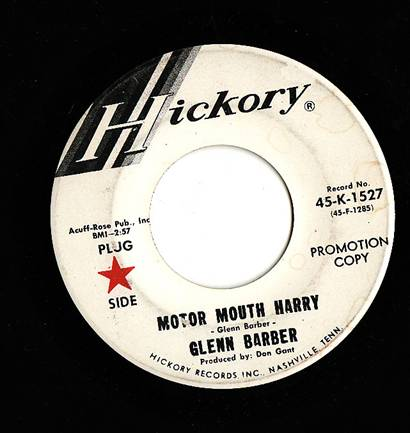
Motor Mouth Harry, 1969

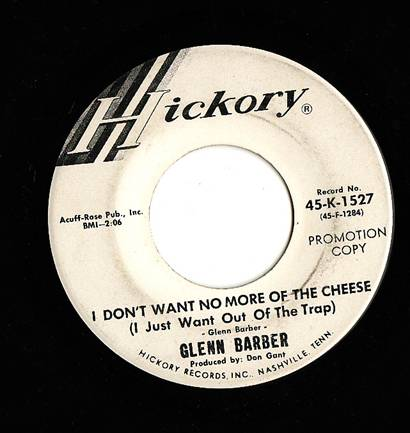
I Don't Want No More of the Cheese, 1969

### Kindheit und Jugend
Kurz nach seiner Geburt zog die Familie Barbers nach Pasadena, Texas, wo er auch aufwuchs. Schon seit seinem sechsten Lebensjahr spielte er Gitarre, lernte später aber auch Bass, Mandoline, Dobro und Schlagzeug. Beeinflusst von der ländlichen Country-Musik, knüpfte er in Pasadena erste Kontakte zur lokalen Musikszene. Während der High School hatte Barber seine erste Band, mit der er lokale Talentwettbewerbe gewann.

### Karriere
1951, im Alter von 16 Jahren, machte er bei dem kleinen Stampede-Label sein Debüt als Musiker. 1953 spielte er für Trumpet Records einige unveröffentlichte Titel ein, 1954 wechselte er zu Starday. Seine erste Single dort, Ice Water, war ein Country-Boogie-Song. Über die nächsten Jahre veröffentlichte Barber bei Starday zahlreiche Singles, die meisten im Country- oder Rockabilly-Stil, wie unter anderem 1956 Shadow My Baby, dass mit Link Davis am Saxophon aufgenommen wurde. Nach seiner Zeit bei Starday ging Barber zu Pappy Daileys D Records, wo er bis 1960 blieb. 1963 hatte er bei den Sims Records mit dem Song How Can I Forget You seine erste Chartplatzierung. Der Titel erreichte die Top 50 der Billboard Country Charts. 1964 erreichte seine Single  Stronger Than Dirt Platz 27 in den Country-Charts. Während der 1960er Jahre war Barber mit seiner Band, den Western Swingmasters, Moderator und Sänger bei dem Radiosender KIKK in Houston. Fünfmal die Woche trat er abends im Radio auf, bis er 1968 nach Nashville zog und dort bei den Hickory Records einen Vertrag unterschrieb.
Seine erste Hickory-Single konnte sich sofort in den Top-30 der Billboard Country Charts platzieren und in den folgenden Jahren hatte Barber mit Kissed by the Rain, Warmerd by the Sun (1969), Yes Dear, There Is A Virginia (1971) und Unexpected Love (1972) weitere Hits. Sein Song She Cheats in Me wurde später von Roy Orbison erfolgreich aufgenommen. Insgesamt hatte Barber zahlreiche Chartplatzierungen in den Top 30. In den 1980er und 1990er Jahren widmete Barber sich vermehrt anderen Interessen, vor allem der Kunst, trat aber weiterhin auf.
Glenn Barber verstarb am 28. März 2008 in seinem Haus in Gallatin, Tennessee. Er wurde postum in die Rockabilly Hall of Fame aufgenommen.

## Diskografie

### Alben
- 1970: A New Star
- 1972: The Best Of Glenn Barber
- 1974: Glenn Barber
- 1979: Warm All Over Feelin’
- 1983: First Love Feelings
- 1984: Saturday’s Heroes Are Gone
- 1984: The Most Wanted Man From Tennessee
- 2000: Close But Not Cigar

### Singles
| Jahr | Titel Album                                            | Höchstplatzierung, Gesamtwochen, AuszeichnungChartsChartplatzierungen (Jahr, Titel, Album, Platzierungen, Wochen, Auszeichnungen, Anmerkungen) | Anmerkungen                                                      |
| Jahr | Titel Album                                            | Country | Anmerkungen                                                      |
| ---- | ------------------------------------------------------ | --- | ---------------------------------------------------------------- |
| 1963 | How Can I Forget You                                   | Country48 (2 Wo.)Country | Sims B-Seite: Rain Check                                         |
| 1964 | Stronger Than Dirt                                     | Country27 (9 Wo.)Country | Starday B-Seite: If Anyone Can Show Cause                        |
| 1964 | If Anyone Can Show Cause                               | Country42 (7 Wo.)Country | B-Seite von Stronger Than Dirt                                   |
| 1968 | Don’t Worry ’Bout the Mule New Star                    | Country41 (8 Wo.)Country | Hickory B-Seite: Reflex Action                                   |
| 1969 | Kissed By the Rain, Warmed By the Sun New Star         | Country24 (11 Wo.)Country | Hickory B-Seite: My World Is Square                              |
| 1969 | She Cheats on Me New Star                              | Country28 (11 Wo.)Country | Hickory B-Seite: Who’s Taking the Picture                        |
| 1970 | Poison Red Berries The Best of Glenn Barber            | Country72 (2 Wo.)Country | Hickory 45-K-1568 B-Seite: Abilene                               |
| 1971 | Yes Dear, There Is a Virginia The Best of Glenn Barber | Country75 (2 Wo.)Country | Hickory B-Seite: I’m Only Company                                |
| 1972 | I’m the Man on Susie’s Mind The Best of Glenn Barber   | Country28 (12 Wo.)Country | Hickory 45-K-16265 B-Seite: Satan’s Painted Woman                |
| 1972 | Unexpected Goodbye The Best of Glenn Barber            | Country23 (12 Wo.)Country | Hickory B-Seite: Blue Bayou                                      |
| 1972 | Yes Ma’am The Best of Glenn Barber                     | Country67 (4 Wo.)Country | Hickory B-Seite: Who In the World                                |
| 1973 | Country Girl Glenn Barber                              | Country61 (8 Wo.)Country | Hickory B-Seite: Watching You Go                                 |
| 1973 | Daddy Number Two Glenn Barber                          | Country45 (11 Wo.)Country | Hickory B-Seite: We Let That Lovely Flame Die                    |
| 1974 | You Only Live Once (a While) Glenn Barber              | Country65 (7 Wo.)Country | Hickory 45-K-16265 B-Seite: Sweet On My Mind                     |
| 1977 | (You Better Be) One Hell of A Woman                    | Country79 (6 Wo.)Country | Hickory B-Seite: Is Another Man's Woman Worth Another Man's Life |
| 1978 | Cry, Cry Darling                                       | Country67 (6 Wo.)Country | Groovy B-Seite: Has It Been So Long                              |
| 1978 | What’s the Name of That Song?                          | Country30 (10 Wo.)Country | Groovy B-Seite: I Can’t Find a Way                               |
| 1979 | Love Songs Just for You                                | Country27 (10 Wo.)Country | Century B-Seite: Go Home Little Girl                             |
| 1979 | Everybody Wants to Disco                               | Country76 (2 Wo.)Country | Century B-Seite: Most Wanted Man in Tennessee                    |
| 1979 | Woman’s Touch                                          | Country70 (4 Wo.)Country | MMI B-Seite: Most Wanted Man in Tennessee                        |
| 1981 | First Love Feelings                                    | Country74 (5 Wo.)Country | Sunset Sunbird B-Seite: What’s the Name of That Song             |

Weitere Singles
- 1951: Ring Around My Moon / You Took The Twinkle Out Of My Stars (Stampede)
- 1954: Styles And Ways Of The World / Stolen Dreams (Hallmark)
- 1954: Ice Water / Ring Around the Moon (Starday)
- 1955: Married Man / Poor Man’s Baby (Starday)
- 1955: Living High and Wide / Ain’t It Funny (Starday)
- 1956: Shadow My Baby / Feeling No Pain (Starday)
- 1958: Hello Sadness / Same Old Fool Tomorrow (D)
- 1959: Your Heart Don’t Love / Most Beautiful (D)
- 1959: Go Home Letter / New Girl in School (D)
- 1960: The Window / Another You (D)
- 1961: Night Without End / Most Beautiful (United Artists)
- 1962: I Can’t Stop / Two Little Heart (United Artists)
- 1962: You Can’t Get There From Here / April Fool (Skill)
- 1964: Dancing Shoes / Knock Knock (Starday)
- 1965: Loneliest Man in Town / She’s Out of My World (Starday)
- 1965: Happy Birthday Broken Heart / Let’s Take the Fear (Starday)
- 1966: We’l Take Our Last Walk Tonight / Most Beautiful (Pic)
- 1966: Cheatin’ / Go Home Letter (Pic)
- 1966: I Created A Moster / Love Rules The Heart (Pic)
- 1968: Go Home Letter / Who Made You What You Are (Hickory)
- 1969: Motor Mouth Harry / I Don’t Want No More of the Cheese (Hickory)
- 1969: Gonna Make Mama Proud of Me / You Can’t Get There From Here (Hickory)
- 1970: Al / Where There’s Smoke (Hickory)
- 1971: I Committed the Crime / Six Years and a Day (Hickory)
- 1971: Blue Eyes Crying in the Rain / The World You Live In (Hickory)
- 1971: Betty Ann / Fat Albert (Hickory)
- 1973: It’s a Beautiful Thing / That’s How a Coward Tells an Angel Goodbye (Hickory)
- 1974: Blue Eyes Crying in the Rain / Almost (Hickory)
- 1974: Sweet On My Mind / You’re Getting Heavy On My Mind (Hickory)
- 1975: She’s No Ordinary Woman / We’ve Got It All Together This Time (Hickory)
- 1976: It Took a Drunk / If I Thought For One Moment (Casino)